# Geo Drains
Geo Drains, né Georges Alexandre Drains à Bruxelles le 13 mars 1891 et mort à Paris 16e arr. le 14 juillet 1921, est un peintre, illustrateur, dessinateur, aquarelliste, aquafortiste et poète belge. 

## Biographie

### Famille
Georges Alexandre Drains, né rue Haute no 268 à Bruxelles le 13 mars 1891, est le fils d'Albert Edouard Drains (1855-1925), photographe de la cour de Belgique, connu sous le nom d'« Alexandre », et d'Anne Marie Elisabeth Hunaerts. Il épouse Marcelle Adeline Schoofs, née à Schaerbeek le 25 décembre 1897.

### Carrière littéraire et artistique
Geo Drains voyage en France, en Italie, aux Pays-Bas et en Espagne. Il écrit plusieurs poèmes, dont Les Rimes adolescentes (1912) et un recueil paru sous le titre Les Semailles (1913). La même année, le compositeur Léon Delcroix et lui créent un drame lyrique en trois actes, intitulé Sourire de l'infante. Le 21 décembre 1913, son poème, La Hiercheuse, mis en musique par Camille de Behault, constitue un drame lyrique en quatre actes, dépeignant le monde charbonnier, représenté à Liège.
Geo Drains se fait ensuite connaître au niveau graphique en exposant une peinture Shiva et Parvati et trois œuvres dessinées intitulées Gueusailles, La Belle au pays du laid et La Rue des Corsaires au Salon de Bruxelles de 1914. En 1916, il expose des eaux-fortes, telles que Le Poisson et Le Poisson et les Algues au second salon d'estampes à Bruxelles. Il se spécialise ensuite dans l'illustration du livre et s'établit à Paris, en continuant à exposer à Bruxelles, notamment au Cercle artistique et littéraire en 1920, où il présente un ensemble de ses œuvres : dessins, aquarelles, gouaches et tableaux, remportant un vif succès auprès des artistes, des écrivains et du public.
Le 14 juillet 1921, Geo Drains, demeurant Square Desaix no 10 meurt, inopinément à l'âge de 30 ans, rue Vital no 11 à Paris 16e arr.,.

## Œuvre
Surtout connu comme illustrateur, le critique Sander Pierron souligne la grande imagination de Geo Drains, sa fantaisie, son dessin élégant et souple qui habille la forme active de son esprit raffiné. Il rehausse ses ingénieuses compositions de couleurs délicieuses qui ont le chatoiement de gemmes et d'émaux.
Geo Drains illustre des livres comme Les Paralipomènes d’Ubu d'Alfred Jarry (édition de 1920) et Les Complaintes de Jules Laforgue (édition de 1923). Poète lui-même, il illustre son recueil Les Semailles paru en 1913.